# 조온 사패왕지
조온 사패왕지(趙溫 賜牌王旨)는 대한민국 경기도 성남시 한국학중앙연구원에 있는 조선시대의 교령류이다. 1992년 7월 28일 대한민국의 보물 제1135호로 지정되었다.

## 개요
이 왕지는 조선 태조 7년(1398) 제1차 왕자의 난에 공을 세운 조온(1347∼1417)에게 공전(功田)을 내린 문서이다. 조온은 조선을 건국하는데에도 공을 세워 개국공신 2등에 임명되었고, 제2차 왕자의 난때도 이방간의 군사를 몰아낸 공을 인정받아 좌명공신 4등에 올랐다.
제 1차 왕자의 난은 왕위계승권을 둘러싸고 이방원이 그의 이복동생인 이방석의 일파와 싸운 사건이다. 이 때 이방석의 일파를 제거하는데 공을 세운 사람은 모두 29명으로, 이들은 두 등급으로 나누어 포상되었다. 1등 공신 12명, 2등 공신 17명인데 조온은 2등급에 올랐다. 내용을 보면 조온에게 150결의 공전이 내려졌는데 그 위치와 면적이 기록되어 있다. 
이 문서는 조선 태종의 권력을 강화시키는데 활약한 인물을 파악하는데 많은 도움이 되는 자료이다.

## 참고 자료
- 조온 사패왕지 - 국가유산청 국가유산포털